# Elisabeth Meyer (fotograf)
Johanne Elisabeth Meyer, född 15 november 1899 i Tønsberg, död 10 juni 1968 i Oslo, var en norsk fotograf och journalist. Hon är mest känd för sina bilder och böcker från resor i Iran och Indien på 1920- och 1930-talen. 
Bland hennes arbeten finns några av de tidigaste bilderna av Mahatma Gandhi.

## Biografi
Elisabeth Meyer föddes som enda barn till advokat Samuel Meyer och Bertha Margaretha Meyer i Tønsberg. Hon hade ingen formell utbildning i fotografi men hade fått en bälgkamera av sin far som hon använde på sina resor. 
Hon reste runt i på egen hand i Iran (Persien) omkring 1929. Det var förbjudet att fotografera i Iran, men Meyer klarade sig med varningar trots att hon arresterades flera gånger. I Turkiet och Irak träffade hon de högsta ledarna och besökte bland andra Kemal Atatürk och kung Faisal som hon intervjuade i ett palats utanför Bagdad. Hon besökte også Syrien. Resan skildrade. hon i boken En kvinnes reise gjennem Persia som publicerades år 1930.

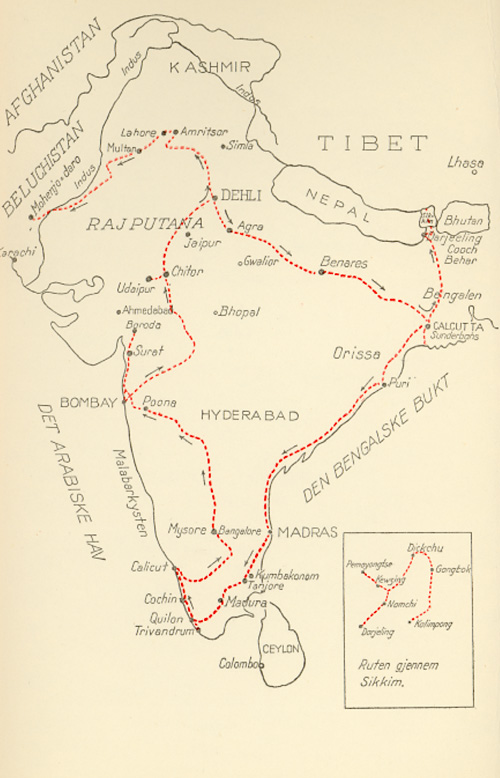
Karta över resan i Indien.

År 1933 reste hon runt i Indien och fick, bland annat med hjälp av den unga Indira Nehru, träffa den fängslade Mahatma Gandhi som hon beskrev som en sympatisk stor man. Hennes bok En kvinnes reise gjennem India kom 1933.
Meyer blev medlem av Oslo kameraklubb 1932 och utbildade sig vid Reimannskolan i Berlin 1937-1938 och i Budapest 1938-1939 varefter hon återvände till  Norge.
På 1950-talet reste hon till Mexiko och Alaska och fick sina bilder publicerade i bland annat tidskriften National Geographic.

## Eftermäle
Elisabeth Meyer testamenterade sin boksamling och fotografiska utrustning till Oslo kameraklubb samt en summa pengar till "Elisabeth Meyers Ærespris". Hennes arkiv och fotografier finns på Preus museum.

## Galleri

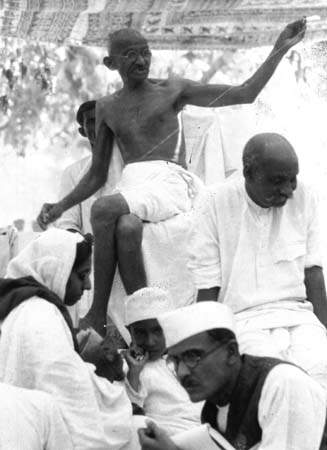
Ghandi omgiven av tillbedjare.
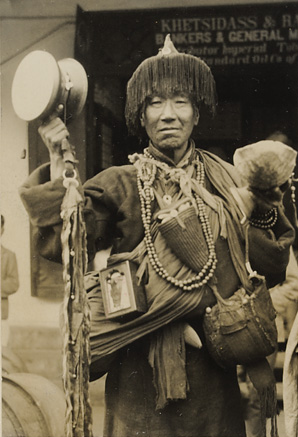
En tibetansk medicinman.
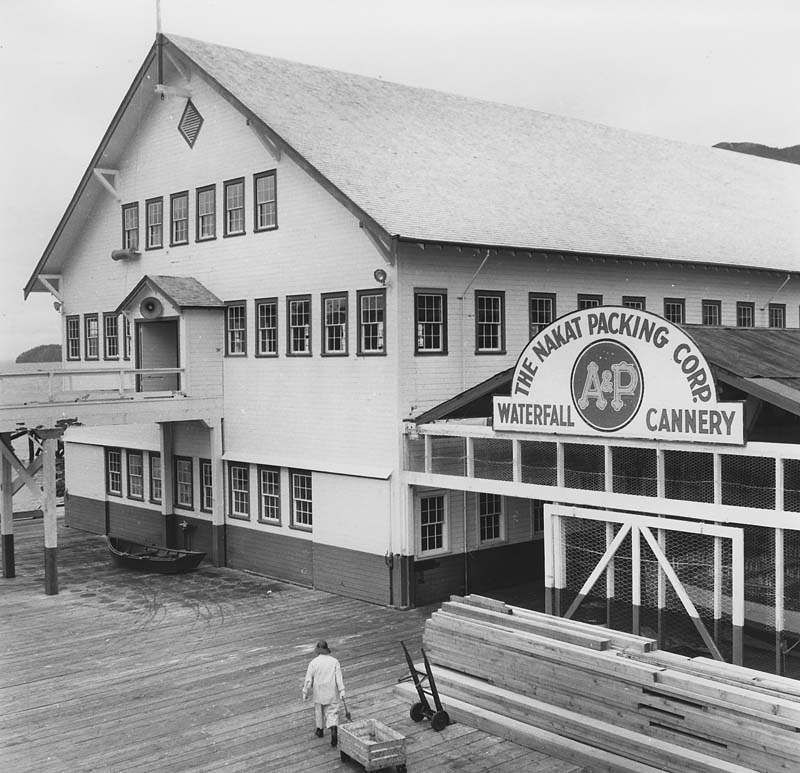
En konservfabrik i Alaska.